# 喬治·梅森
乔治·梅森四世（英語：George Mason IV，1725年12月11日—1792年10月7日）美國開國元勳，同時也是美国种植园主兼政治家，1787年美国制宪会议代表，与另外两人拒绝签署宪法。他的著作包括1774年《费尔法克斯决议》、1776年《弗吉尼亚权利法案》、1787年旨在反对批准宪法的《政府宪法异议》，对美国政治思潮和走向影响极大。《弗吉尼亚权利法案》更是《美国权利法案》的基石，梅森因此人称权利法案之父。
梅森1725年出生，出生地可能在今弗吉尼亚州費爾法克斯縣，儿时父亲去世，母亲操持家庭直到他成年。1750年结婚后，他建起冈斯顿庄园过着乡坤生活，管理土地、家庭和奴隶。他短暂入选市民院并参与社区事务，有时同邻居乔治·华盛顿共事。英国与北美殖民地关系日趋紧张，梅森站出来支持殖民地，用知识和经验推动革命事业，想方设法绕过《1765年印花法令》，1775和1776年分别参加倾向独立的第四与第五届弗吉尼亚议会。
梅森1776年拟定《弗吉尼亚权利法案》初稿，与弗吉尼亚革命议会最后通过的版本大同小异，弗吉尼亚州宪法也是他起草。托马斯·杰斐逊等人努力推动议会认可他们的理念，但梅森的构想更得人心。美國獨立戰爭期间，梅森在弗吉尼亚州议会掌握实权的众议院任职，后以身体健康和顾全家庭为由拒绝前往费城参加大陆会议，令华盛顿等人颇感失望。
1787年，梅森获选为弗吉尼亚州代表，前往费城参加制宪会议，这是他唯一一次远离弗吉尼亚州。他连续几个月积极参与大会事务，对宪法许多条款提建议，但最后决定不签署宪法。他在《政府宪法异议》中阐述的首要理由是宪法缺乏《权利法案》，还希望立即终止奴隶贸易并规定要绝大多数议员赞成才能通过航海法案，此举可能迫使烟草出口商使用成本更高的美国船只。但无论是制宪会议还是1788年弗吉尼亚州批准美国宪法大会，他的上述诉求都未获多数代表认可。梅森的倡议促使弗吉尼亚同胞詹姆斯·麦迪逊在1789年首届国会提出《权利法案》，十条修正案在1791年生效，一年后去世的梅森长期默默无闻，他对弗吉尼亚州和美国早年的贡献直到20与21世纪才获普遍认可。

## 先祖、早年经历

乔治·梅森盾徽

乔治·梅森四世的曾祖父乔治·梅森一世1629年生于英格兰伍斯特郡珀肖爾，曾是骑士党成员，骑士党在英國內戰期间失利，部分成员在17世纪40到50年代移居美洲。梅森一世在今弗吉尼亚州斯塔福德县境内定居，并因带动骑士党移民拿到弗吉尼亚殖民地按每人奖励20多万平方米的土地。儿子乔治·梅森二世（1660至1716年）1742年搬到殖民地与印第安人领地邊境，今費爾法克斯縣地界。乔治·梅森三世曾入选弗吉尼亚殖民地议会，和父亲一样曾是县民兵队长（中尉）。梅森三世夫人安·汤姆森·梅森的父亲是伦敦移民，属約克郡家族，曾任弗吉尼亚总检察长。
梅森家族时期，弗吉尼亚殖民地的道路很少，贸易主要靠切萨皮克湾及汇入其中的波托马克河、拉帕漢諾克河等干流和支流运输。大部分居民在河边建房，种植园主靠水运与外界互通有无。在这种房产基本自产自足、生活所需都能在附近购买的背景下，殖民地早期城镇发展缓慢。首都威廉斯堡除非议会开会，其他时候大体是风平浪静的小镇。地方政治基本由梅森家族这类大地主主导。烟草是弗吉尼亚殖民地主要作物，大部分销往不列顛群島，殖民地经济随烟草市场起伏不定。
梅森四世1725年12月11日出生，出生地可能是父亲位于杜格内克（今梅森内克）的种植园，也可能是父母在今马里兰州波多马克河流域的其他地产。
1735年3月5日，梅森三世因船在波托马克河倾覆丧生，留下遗孀安·梅森抚养十岁的梅森四世和两个弟弟，梅森三世当律师的妹夫约翰·默瑟和安共同监护三个孩子。安与孩子住在肖帕瓦西克河附近（今弗吉尼亚州威廉王子縣境内）房产，管理长子21岁生日后正式拥有的土地。梅森四世21岁时继承父亲的大庄园和约三百名奴隶，在弗吉尼亚殖民地和马里兰省拥有数千英亩农田，还有西部乡间数千英亩尚未开垦的土地。
1736年，家人以每年450公斤烟草的价格聘请威廉姆斯先生教导梅森。他先在妈妈的别墅学习，第二年前往马里兰省并在辛普森夫人家寄宿，威廉姆斯继续教导到1739年。1740年，梅森回到肖帕瓦西克种植园师从布里吉斯医生，梅森的传记作家推测布里吉斯全名查尔斯·布里吉斯，曾在不列颠群岛协助基督教知识促进会办学，1731年来到北美。梅森和弟弟汤姆森肯定都曾在默瑟的图书馆学习，这是当时弗吉尼亚殖民地比较大的图书馆。默瑟与前往看书的人们交流，对大家都有教育意义。
默瑟为人聪颖且颇有主见，表达观点时偶尔会令他人感到冒犯。事实证明，梅森四世一样头脑聪明且容易得罪人。1746年成年后，他还是与母亲和弟弟一起住在肖帕瓦西克种植园。

## 弗吉尼亚乡坤

### 公众人士
与父亲和祖父一样，身为当地有数的大地主，梅森也有对应义务和职责。1747年，梅森入选费尔法克斯县法院（当时的县政府）。1749至1785年，他担任特鲁罗教区委员。梅森在县民兵队任职，来晋升上校。1748年他争取殖民地议员席位，但因选派程序由县法院资深成员把控未果，后在1758年当上议员。
此时的县法院相当于县政府，不审理民事或刑事案，主要裁定地方税收等事宜，大部分官员都是大地主。梅森余生大部分时间是太平绅士，但1752至1764年未参与法院事务，后在1789年因不愿支持宪法、拒绝宣誓维护宪法辞职。梅森在县法院任职期间经常缺席，约瑟夫·霍雷尔关注梅森法院工作经历的文章指出，梅森身体不好，住的地方比费尔法克斯县法院其他大地主都远，法院起初位于今泰森斯附近，后迁至新定居点亚历山德里亚。梅森文献编辑罗伯特·拉特兰德认为，县法院工作经历对梅森后来的思想和写作影响很大；但霍雷尔完全不同意：“如果费尔法克斯县法院真是梅森的早期学习场所，那他就是凭借逃课脱颖而出”。
梅森在包括亚历山德里亚在内几个18世纪中期建立或注册成立的小镇拥有产业，他在国王与皇室街买下三个地段，1754年当上市政董事。他还是威廉王子县邓弗里斯市政董事，马里兰省乔治城（今华盛顿哥伦比亚特区范围）的波多马克河畔也有商业资本。

### 冈斯顿庄园乡坤

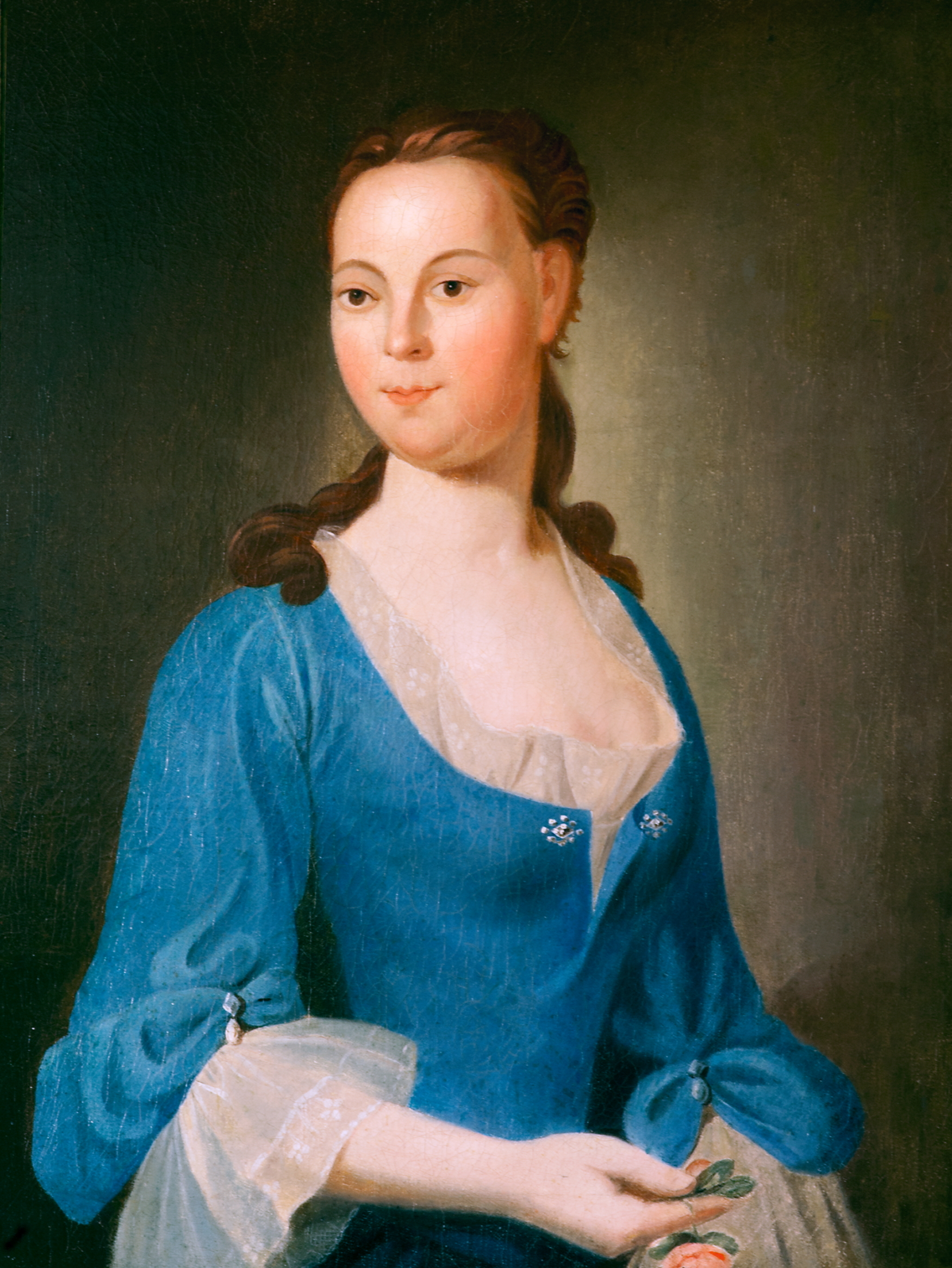
安·艾尔贝克

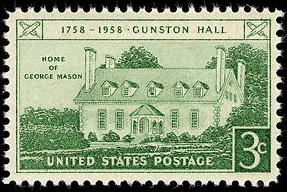
1958年的冈斯顿庄园邮票

1750年4月4日，梅森迎娶安·艾尔贝克，是马里兰省查爾斯縣居民威廉·艾尔贝克和莎拉·艾尔贝克的独女。梅森家族和艾尔贝克家族在马里兰省拥有相邻土地，两家还有房地产交易往来；1764年去世时，威廉·艾尔贝克在查尔斯县已是有数的大富翁。梅森结婚时住在杜格内克，具体地点可能是西卡莫尔角。婚后两人共有九个孩子活到成年，安·梅森1773年去世，据称两人婚姻幸福。
梅森估计在1755年开始修建冈斯顿庄园，外观与当地大部分庄园一致，估计是按英国运到美国供当地建筑商参考的书籍建造，冈斯顿庄园的建筑商估计是威廉·韦特或詹姆斯·沃伦。梅森对别墅周围环绕的花园颇感自豪。庄园还有附属建筑，如奴隶宿舍、学校、厨房，后面是四个大型种植园、树林、商店及其他设施，足以令庄园基本自给自足。
18世纪60至70年代，弗吉尼亚殖民地经济因烟草生产过剩陷入困境。为免过度依赖烟草收入来源，梅森把大部分土地租给佃农，还种植多种作物，例如向英屬西印度群島出口的小麦。梅森是弗吉尼亚葡萄酒业先驱，与托马斯·杰斐逊等同胞参照菲利普·马泽伊的方案在美洲种植酿酒葡萄。
为取得更多土地和财富，梅森大幅扩张冈斯顿庄园，把杜格内克全部纳入，当地后来更名梅森内克。他1749年投资俄亥俄公司，1752年任财务主管直到1792年去世。俄亥俄公司取得皇家补助勘测俄亥俄河附近约8.1万公顷土地（今宾夕法尼亚州匹兹堡），但战争、革命和宾夕法尼亚州的竞争导致俄亥俄公司方案落空。公司虽然倒闭，但梅森自行出资在西部收购大量土地。面对宾夕法尼亚州的土地主张，他1772年写下抗辩文章《弗吉尼亚宪章选集》，为俄亥俄公司的诉求摇旗呐喊，文章后来发展成捍卫美国人反抗皇室法令权利的篇章并广受赞誉。参与俄亥俄公司经营带给梅森与弗吉尼亚名流打交道的机会，如同样住在费尔法克斯县的邻居乔治·华盛顿。
梅森和华盛顿的友谊持续多年，直到因对联邦宪法的分歧分道扬镳。彼得·亨里克斯的期刊文章认为，梅森比华盛顿各重视经营友情，无论发出的信件和礼物、还是在华盛顿种植园停留的时间都更多，不过維農山莊位于冈斯顿庄园通往亚历山德里亚的路上，梅森可能因此在山庄停留更久。亨里克斯指出，梅森比华盛顿年长，头脑更聪明，而且事业有成，种植园蓬勃发展；华盛顿此时建设维农山庄的资金都很紧张，许多方面都与梅森相距甚远。华盛顿非常钦佩梅森的才智，多次征求他的意见，1777年得知梅森在州议会负责某事后表示：“我想不到还有谁……会比梅森上校更能胜任，非常高兴事情由他接手”。
梅森参与西部土地开发计划，但在他看来，市场扩张速度赶不上开荒种植烟草的速度，这样哪怕花在土地和奴隶上的资本越来越多，烟草价格也会不升反降。受此影响，梅森身为大奴隶主却反对弗吉尼亚殖民地的奴隶制，认为奴隶进口和自然人口增长会导致将来殖民地奴隶激增，采用土地租赁制度虽说利润不及奴隶劳工，但“没什么麻烦和风险”。

## 政治思想家（1758至1775年）

### 殖民地议员走上反叛之路
梅森在18世纪60年代开始反对英国殖民政策，此前他的政治观念已不可考。1758年，殖民地议会费尔法克斯县议员乔治·威廉·费尔法克斯决定不竞选连任，梅森出马后当选。他的弟弟汤姆森当选斯塔福德县代表，华盛顿是弗雷德里克县代表，但此时还在率领弗吉尼亚民兵投身英法北美战争。威斯特摩兰县代表理查德·亨利·李此后一直与梅森密切合作。

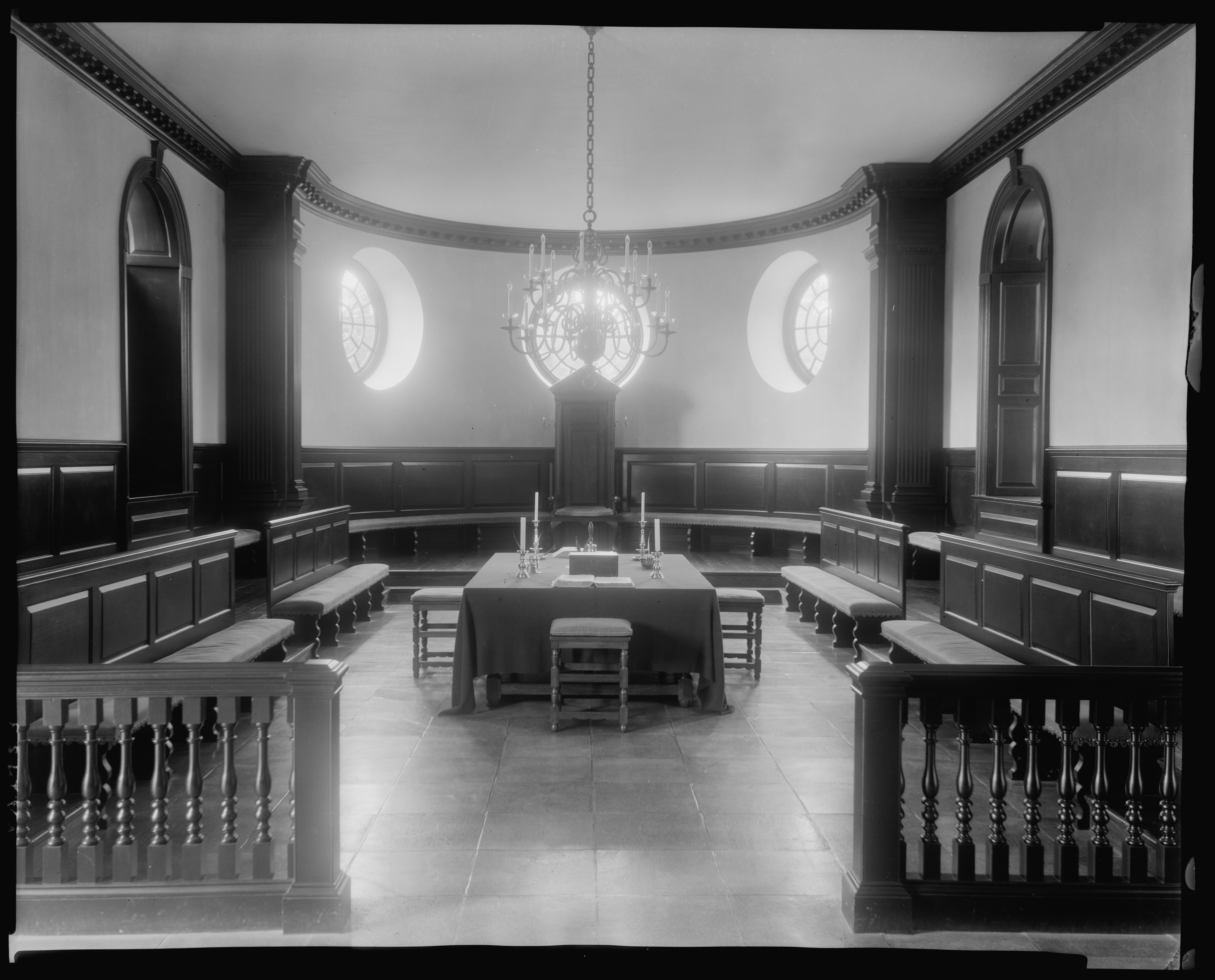
梅森曾在弗吉尼亚州威廉斯堡的殖民地议会（图）任职

议会开幕后，梅森先到负责战争期间额外征召民兵的委员会任职，1759年入选掌握实权的特权与选举委员会，后来又加入主要负责地方事务的主张与申诉委员会。梅森处理许多地方事务，为费尔法克斯县种植园主递交呈请书，拒绝承担亚历山德里亚的烟草码头建设费，主张费用应从码头使用费分摊。他还在议会讨论划分逐渐扩张的威廉王子县时发挥重要作用。1759年3月，议会法案建立福基尔县，梅森在决议期间反对费尔法克斯勋爵托马斯家族扩大费尔法克斯县等已有县份的主张，双方分歧可能促使梅森1761年决定不争取连任。为梅森立传的杰夫·布罗德沃特指出，指派梅森到委员会任职说明其他议员的敬重，或至少说明他们认为梅森很有潜力。布罗德沃特认为，梅森1759至1761年缺席许多议程，他不竞选连任完全可以预料。
英国基本不从北美殖民地直接征税，但英王喬治三世治下政府击败法国后认为殖民地应支付战争费用。1764年的《糖税法案》对新英格兰影响最大，没有招来大量反对。第二年的《印花法令》要求贸易和法律文献必须使用印花纸张，对十三殖民地都有影响。《印花法令》通过的消息传到威廉斯堡，殖民地议会通过弗吉尼亚决议，宣称殖民者和英伦三岛居民拥有同等权利，只有殖民地民选代表才有权向他们征税（“无代表，不纳税”）。决议案大部分内容是擅长以言辞激起民意的路易莎县新代表帕特里克·亨利起草。
梅森逐渐从弗吉尼亚政坛外围走向中心，他公开反对《印花税法》，但以发言最后的反奴隶制观念最引人注目。乔治·华盛顿与乔治·威廉·费尔法克斯可能都曾就如何应对危机征询梅森的意见。梅森起草法案授权法院经常发出的归还令无需使用印花纸张，并把法案发给担任费尔法克斯县代表的华盛顿，促使殖民地抵制《印花法令》。法院和贸易陷入瘫痪后，英国议会1766年废除《印花法令》，但依然主张向殖民地征税的权利。
伦敦商人委员会在《印花法令》废除后向北美殖民地发出公开信，警告他们不要宣告胜利。梅森1766年公开讽刺英方立场：“经过全力克制，我们这次原谅你们，你们要听爸爸妈妈的话，快把那居高临下的感激嘴脸收起来。”1767年，英国议会企图用《汤森法案》向殖民地课税，向铅和玻璃等物品征收关税，激起北方殖民地呼吁抵制英国商品。弗吉尼亚更加依赖英国进口商品，对北方同胞的诉求反应冷淡，而且地方种植园主一般是在河边收货，抵制难以落实。1769年4月，华盛顿将费城决议副本发给梅森，询问弗吉尼亚应采取何等立场。1769年4月23日，梅森向华盛顿发去修改过的稿件，布罗德沃特认为文件就是梅森所改，只是学界尚未达成共识。华盛顿把文件带到威廉斯堡，但总督博特托尔特勋爵以通过激进决议为由解散议会。议员在附近的酒馆继续开会，根据梅森的文件通过不进口协议。
决议没有像梅森希望地那样以切断烟草供应威胁英国，但他此后几年继续为不进口决议出工出力。《汤森法案》大部分税项废除，仅茶叶例外，令梅森的工作更加困难。1773年3月，怀有身孕的安病逝，梅森独自养育九名子女，这份责任令他更加不愿接受政治公职离开冈斯顿庄园。
1774年5月，梅森因房产事务前往威廉斯堡。不可容忍法令通过的消息刚刚传达，殖民地认为这是英国议会对波士頓傾茶事件的报复，李、亨利、杰斐逊等议员邀请梅森一起制定行动方案。殖民地议会通过决议要求禁食并祈祷一天换取天神干预，反抗“破坏我们公民权利”的行径。总督邓摩尔勋爵拒绝接受决议并下令解散议会。梅森很可能参与决议起草，议会解散后可能还与议员在罗利酒馆会晤。
总督解散议会后，各县需重新选举议员，费尔法克斯的选举日定在1774年7月5日。每县有两个议席，华盛顿计划参选，希望梅森或第八代卡梅伦费尔法克斯勋爵布莱恩·费尔法克斯加入，但两人都谢绝邀请。选举因天气恶劣推迟到7月14日，华盛顿当天在亚历山德里亚与地方领导人（其中很可能包括梅森）会晤选派委员会起草决议案，希望“确定我们的宪法权利”，由此产生的《费尔法克斯决议》基本是梅森起草，7月17日他与新当选的华盛顿在维农山庄碰头并过夜，两人第二天一起骑马前往亚历山德里亚。决议中的24条主张坚持效忠英国王室，但宣称英国议会无权对自费定居的殖民者或已取得皇家宪章的殖民地立法。决议呼吁召开大陆会议，如果11月1日前英国议会仍不纠正，包括烟草在内的各种商品将停止出口。费尔法克斯县自由民批准决议，指派梅森和华盛顿进入应紧特别委员会。弗吉尼亚早期历史专家休·格里格斯比指出，梅森在亚历山德里亚“走出革命战场伟大的第一步”。
华盛顿带着决议到威廉斯堡参加弗吉尼亚议会，会上代表修改部分文本，最后通过的决议与《费尔法克斯决议》和梅森几年前所提烟草不出口方案基本相同。大会选派李、华盛顿和亨利等人到费城参加第一届大陆会议，大陆会议在1774年10月通过类似禁运措施。
1774至1775年，梅森投入大部分精力组织与皇家政府独立的民兵。华盛顿1775年1月已开始操练小部队，并与梅森为民兵连购买火药。梅森在信中赞成每年选举民兵军官，遣词造句与后来的《弗吉尼亚独立宣言》呼应：“我们平等来到世间，也应平等离去。人人生来就自由、独立而平等。”
华盛顿当选第二届大陆会议代表，费尔法克斯县需另派代表参加第三届弗吉尼亚议会，华盛顿1775年5月从费城发信敦促选民填补空缺。此时殖民者和英国人已随列克星敦和康科德战役开战，梅森以身体不好、还有好多没妈的孩子要带为由不想参选，但选民坚持推举他前往更深入内陆以防英军偷袭的里士满开会。
1775年7月弗吉尼亚议会开幕后，梅森入选众多关键机构，其中包括组建军队保护殖民地的委员会。拉特兰德指出，弗吉尼亚殖民地“需要他的才能，无论他是否健康”。梅森提出不出口措施并获绝大多数代表支持，但后来只能废除，以协调马里兰州通过的措施。面对众多代表施压，梅森坚持不参选大陆会议代表，无意在华盛顿出任大陆军总司令后填补空缺。不过，梅森后来入选权力真空时期接管大量政府职能的安全委员会，递交的辞呈也被拒绝。

### 权利法案
1775年，梅森因病缺席安全委员会事务数周，没参加12月到第二年一月的第四届弗吉尼亚议会。弗吉尼亚名流普遍认为应从英国独立，1776年5月在威廉斯堡召开的第五届议会需确定皇家政府名存实亡之际，今后如何管理弗吉尼亚州。面对如此重要的议题，理查德·亨利·李暂时离开大陆会议参加此次议会，杰斐逊打算效仿未果。其他获选参加议会的还有亨利、乔治·怀瑟、以及奥兰治县青年代表詹姆斯·麦迪逊。梅森以微弱优势当选费尔法克斯县代表。
1776年5月，弗吉尼亚议会一致要求杰斐逊及其他代表参加大陆会议，倡导起草“明确且充分的独立宣言”，议会还以决议通过权利法案。梅森因病情耽误直到大陆会议投票后才于1776年5月18日抵达，然后马上进入阿奇博尔德·卡里领导、负责起草权利法案和宪法的委员会。梅森原本觉得30人的委员会恐怕难以达成共识，搞不出什么有价值的东西，但实际进展超出预料，他的贡献更令速度提升。5月24日，议会主席埃德蒙·彭德尔顿去信把委员会审议情况告知杰斐逊：“梅森上校对这伟大的事业似乎很有天赋，我乐观地希望（他的构想）能形成体系，最终保障社会繁荣与个人安全”。
梅森在罗利酒馆房间起草权利法案和政府方案，估计此举是为防止草案受绝不可能通过的琐碎提议干扰。埃德蒙·伦道夫事后回忆，梅森的草案一经提出就得到一致认可，“吞没所有人的争论”。《弗吉尼亚权利法案》和1776年《弗吉尼亚宪法》都是集体智慧的结晶，但主要内容均由梅森创作。估计文献是他与托马斯·卢德威尔·李一起执笔，现存最早的草案文稿显示前十条都是梅森笔迹，剩下两条是李所写。权利法案构想源自英国《大憲章》、1628年权利请愿书，以及《1689年权利法案》。杰斐逊把梅森创作的第一条修改后写入《美國獨立宣言》。
梅森在权利法案第一条为人权分类，明确政府的目的是保障人权，否则人民有权修正或废除政府。未经所有者同意，私产不得充作公用，公民只受各自认可的法律或选举代表约束。任何人面临起诉都有权获知控告罪名和理由，有权取得对他有利的证据和证人，在当地迅速开庭审理。
议会开始审议权利法案后马上在第一条第一句陷入僵局，部分代表担心其中暗示奴隶和奴隶主权利平等。议员决定增加“当他们组成社会”，把奴隶排除在外。梅森在辩论的五天里反复演说，听众称他的演讲“流畅不足，但言辞有力，举止最令人刮目相看，面对挑衅还会加强语气，有些玩世不恭但又恰如其分”。1776年6月12日，议会通过权利法案。

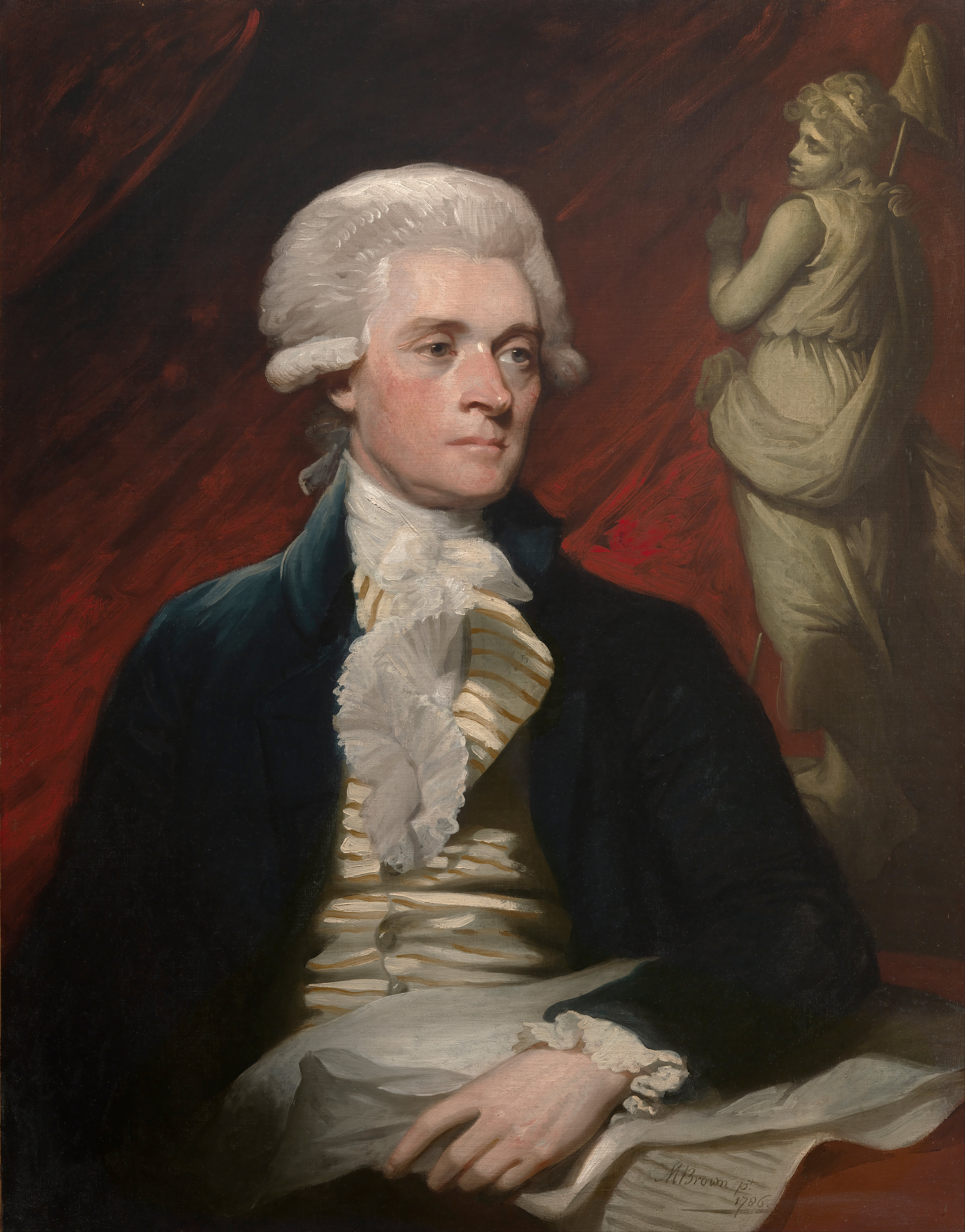
托马斯·杰斐逊（图）等人提出梅森的《弗吉尼亚宪法》方案并获议会通过

包括梅森在内的议员此后几年对《弗吉尼亚权利法案》作者身份说法不一而且相互矛盾。伦道夫声称第15和16条是亨利创作，但保障宗教信仰自由的第16条实际上是麦迪逊所写。梅森在遣词造句时模仿英国法律，主张容忍少数人的宗教信仰，但麦迪逊坚持全面信仰自由，梅森最后支持麦迪逊提出的修订。
卡里委员会的初稿估计大部分是梅森所写，初稿广为流传，甚至远超最终通过的文本，梅森“人人生而自由、独立且平等”的表述后来写入宾夕法尼亚到蒙大拿等众多州份的州宪法，杰斐逊微调措辞后写入《美国独立宣言》。1778年，梅森自述“合众国其他州都严格仿照”权利法案，事实的确如此，除原有13个州就有七个效仿外，佛蒙特州也像弗吉尼亚州一样颁布权利法案，还有四个州把受保护的特定权利写入宪法。马萨诸塞州选民态度尤其强烈，在1778年拒绝批准制宪大会起草的宪法，要求必须先通过权利法案。

### 弗吉尼亚宪法
梅森在议会批准权利法案前就开始起草《弗吉尼亚宪法》。杰斐逊从费城发来几份稿件，其中一份最后写入宪法前言。艾塞克斯县代表梅里韦瑟·史密斯可能也备有草案，但内容已经失传。梅森的原作已不可考，最终制订宪法中他的创作分量无法确定。不过，威廉·弗莱明1776年6月22日向杰斐逊寄去卡里委员会审议的草案副本，称“所附印刷方案是梅森绘制并递交委员会”。
梅森在1776年6月8至10日递交方案，将新州更名“弗吉尼亚联邦”，以此强调权力源自人民。宪法建立民选的州众议院，议员任期一年，拥有或租有财产、或至少有三名弗吉尼亚子女的男子有权投票。大部分政府权力属于众议院，州长甚至无权否决法案，身为州民兵统帅只能按州长评议会建议行事，评议会委员由议会推举。委员会审议草案后在6月24日发布报告，此时杰斐逊创作的序言和几条修正案已经纳入。乔治·怀瑟向委员会推荐杰斐逊的草案，但各委员已经深入探讨，只同意在少数项目接受杰斐逊的意见。6月26至28日，议会全体审议宪法草案，并在29日签署。理查德·亨利·李在议会一致通过宪法草案前一天写道：“很高兴看到新政府方案进展顺利，而且即将以非常民主的手段画龙点睛”。
议会选派帕特里克·亨利担任弗吉尼亚州独立后首任州长，梅森带领名流带去告知。宪法引来批评，埃德蒙·伦道夫对此表示，即便梅森这样伟大的思想家也难免“疏忽大意”：宪法没有规定修订程序，而且每县不论人口多少都是两名代表。1776年版宪法持续生效到1830年由新版取代。亨利·赖利撰文指出，“1776年弗吉尼亚议会过去后，人们对其他伟大领袖的贡献或许尚有疑问”，但梅森的创作无疑为“杰斐逊、麦迪逊和伦道夫这些最高权威人物”贡献良多。

## 战时立法

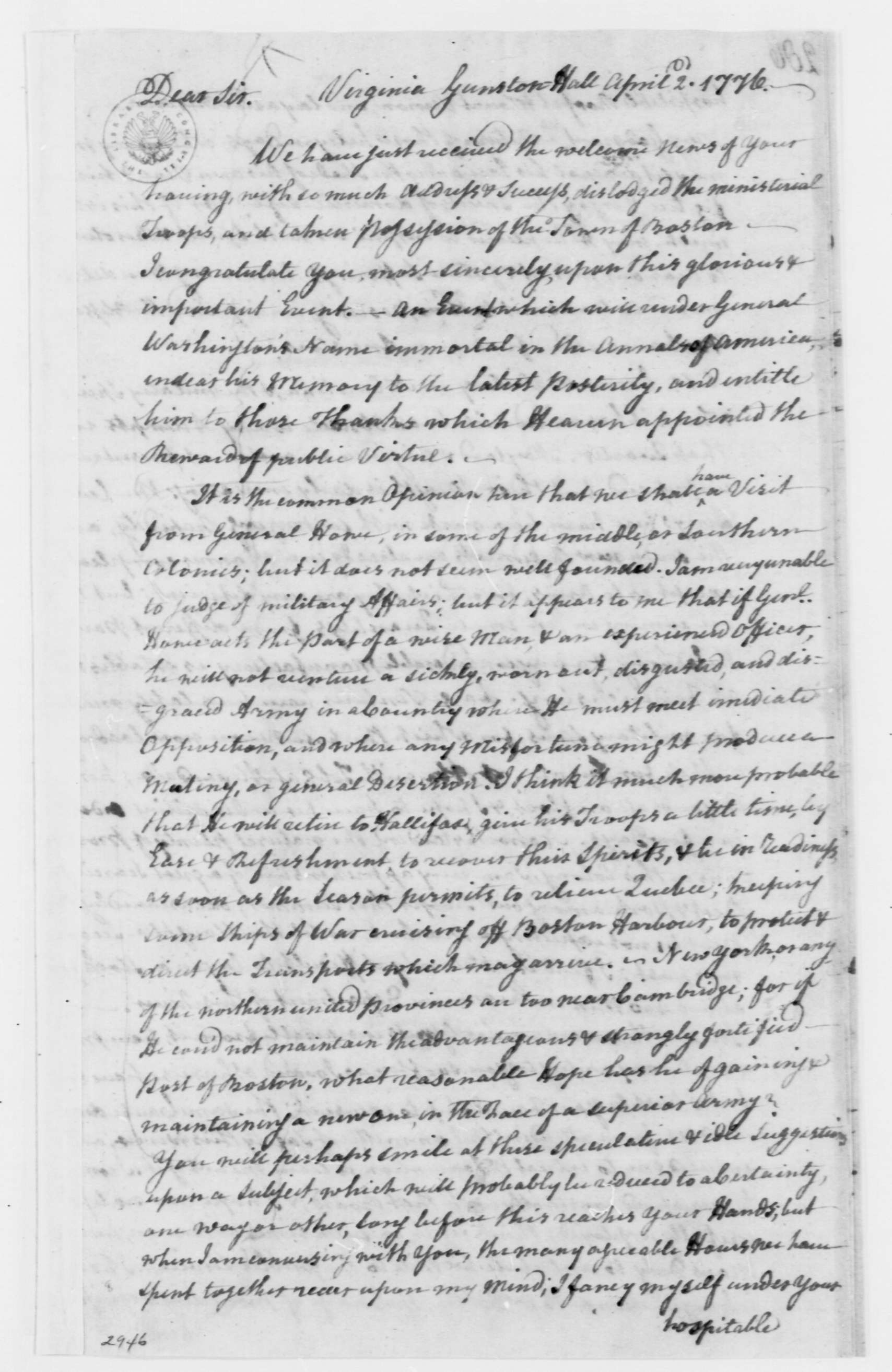
1776年梅森致信华盛顿，祝贺他赢得波士顿围城战

美國獨立戰爭期间，英军多次偷袭波多马克河沿线，梅森投入大部分精力保护费尔法克斯县和弗吉尼亚殖民地河流。弗吉尼亚殖民地向法国等欧洲国家销售烟草换取硬通货，所以有必要保障河流与切萨皮克湾安全。烟草大多经西印度群岛流往欧洲，梅森等人以此换取英国制造的服饰、布料、药品和五金制品。
梅森1776至1781年任州众议员，这是他在费尔法克斯县外连续出任最久的公职。费尔法克斯的另一个议员席位这段时间几度易手，华盛顿的继子杰基·库斯蒂斯也曾在战争后期当选，但梅森的位置一直稳固。梅森身体不好，经常错过立法会议，或是迟到几天甚至几周。1777年，梅森进入委员会修改弗吉尼亚州法律，其他议员希望他处理刑法和土地法。梅森数月后以没有法律从业资格为由辞去委员会职务，大部分工作需要彭德尔顿、怀瑟，以及从费城回来的杰斐逊承担。梅森因接种天花疫苗时医生处理不当生病，1777年春的立法会议有相当时间缺席，但议会仍于5月22日选举不在会场的梅森为大陆会议代表。梅森以需要留在家里为由拒绝，自称不愿在没有选民同意的情况下辞去州议会职务，估计他有可能是对议会没有选中李不满，最后议会让步，派李参加大陆会议。
1779年，李辞去大陆会议代表职务，还称希望梅森、怀瑟或杰斐逊接手前去费城。华盛顿将军对众多能力卓著的人不愿参加大陆会议颇感失望，他在写给本杰明·哈里森的信中表示，各州“应该强迫最有能力的人参加会议……比如梅森、怀瑟、杰斐逊、尼古拉斯、彭德尔顿、尼尔森他们大概排在什么位置？”华盛顿还直接致信梅森：
我们最有能力的人在哪儿？为什么他们不愿为国效力？请允许我这样向您和杰斐逊等人呼吁，不要误以为我们都已经高枕无虞，可以停止崇高的斗争。
梅森没有响应华盛顿的号召，他饱受疾病困扰，而且忙于安全委员会和防御费尔法克斯县的各项事务。他在众议院提出的大部分立法与战事有关，许多都是招兵买马或筹资满足大陆会议及华盛顿的大陆军所需。新成立的联邦和州政府缺少现金，所以发行纸币，弗吉尼亚州纸币价值1777年急剧下跌，梅森制订房产税方案增收，以便政府赎回纸币。华盛顿对梅森在财政事务领域的知识很有信心，但病情导致后者抵达里士满的时间晚了三周，失望的华盛顿致信库斯蒂斯：“非常希望能有补救措施应对货币贬值……据我所知没人能比梅森上校更胜任。”
梅森一直热衷西部事务，一心想挽救俄亥俄公司的土地补助，但徒劳无功。他和杰斐逊等少数代表得知乔治·罗杰斯·克拉克的远征方案，方案旨在控制俄亥俄河以北土地。梅森与杰斐逊确保议会授权亨利州长打击西部任何身份的敌人。远征整体顺利，梅森拿到克拉克直接发来的报告。梅森致力消除弗吉尼亚与其他州的分歧，他觉得1780年旨在解决同宾夕法尼亚州边境纠纷的梅森-迪克森線对弗吉尼亚州不利，但还是踊跃投票支持。同年梅森续弦迎娶附近种植园已经52岁但从未结婚的莎拉·布伦特，此次婚姻主要是各取所需的权宜之计，新娘帮梅森分担养育众多子女的责任。

## 和平时期（1781至1786年）
1783年《巴黎条约》签署后，波多马克河沿岸人民生活恢复正常。1783年12月，麦迪逊离开费城的大陆会议前往冈斯顿庄园。1781年的《邦联条例》将各州勉强联系起来，但麦迪逊希望建立更加健全的中央政府，在联邦和州的权利间寻求适当平衡。梅森表示可以考虑征收联邦税，令担心他会对此不满的麦迪逊松了一口气，并把当晚的交流情况告知杰斐逊。费尔法克斯县只有维农山庄比冈斯顿庄园更大，梅森这年就在此过圣诞。据其他来访回忆，梅森“身材苗条且个子不高，头比较大，灰色的眼睛很清澈”。梅森此时仍然是弗吉尼亚政坛大腕，1783年州众议院开会之际他致信议员帕特里克·亨利，上面写满各种建议。
1784年12月，梅森谢绝选民推举他当州众议员的美意，声称把他送往里士满是“对我个人自由不公正的压迫和侵犯”。杰斐逊本希望梅森得知议会可能探讨土地事宜后愿意出任议员，对他拒绝接受颇感失望。不过，州议会还是指派梅森与马里兰州代表谈判波多马克河通航事宜。梅森对此投入大量时间，在1785年的弗农山会议与马里兰州代表达成协议。历史学家把此次会议视为1787年制宪会议的起点，梅森此时只觉得这是两个州开会解决分歧。他受命参加1786年安纳波利斯会议，会议欢迎各州参加，但大部分代表没有前往。参加会议的少数代表呼吁另行举办会议，考虑修改《邦联条例》。
为制止走私，麦迪逊提出法案将诺福克定为全州唯一的合法口岸，后来议会相继加入亚历山德里亚等五个口岸，但事实证明该法不得民心，华盛顿的支持也无济于事。梅森反对口岸法并接受1786年选举结果进入州众议院，许多人认为他会在废除该法的过程中发挥关键作用。梅森因病没有到里士满参加早期会议，但以平民身份向议会发出请愿书，口岸法最后在增加合法口岸后继续生效。

## 制宪大会（1787年）

### 制订宪法
安纳波利斯会议只有来自五个州的十余名代表参加，会上提出1787年5月在费城开会修订《邦联条例》，但实际变成制订新宪法的大会。1756年12月，弗吉尼亚州议会推举七人参加费城会议：华盛顿、梅森、亨利、伦道夫、麦迪逊、怀瑟和约翰·布莱尔。亨利拒绝前往，位置由詹姆斯·麦克鲁格取代。刚当上州长的伦道夫给梅森发去三次通知，梅森接受任命，没有提出疑问。春季洪水令道路十分难行，梅森直到5月17日才抵达，比弗吉尼亚州其他代表都晚，而且已经比预订开会时间晚三天。不过会议实际在5月25日才正式召开，计划参与的12个州（罗德岛州没有派人参加）已有十个至少有一名代表前来。

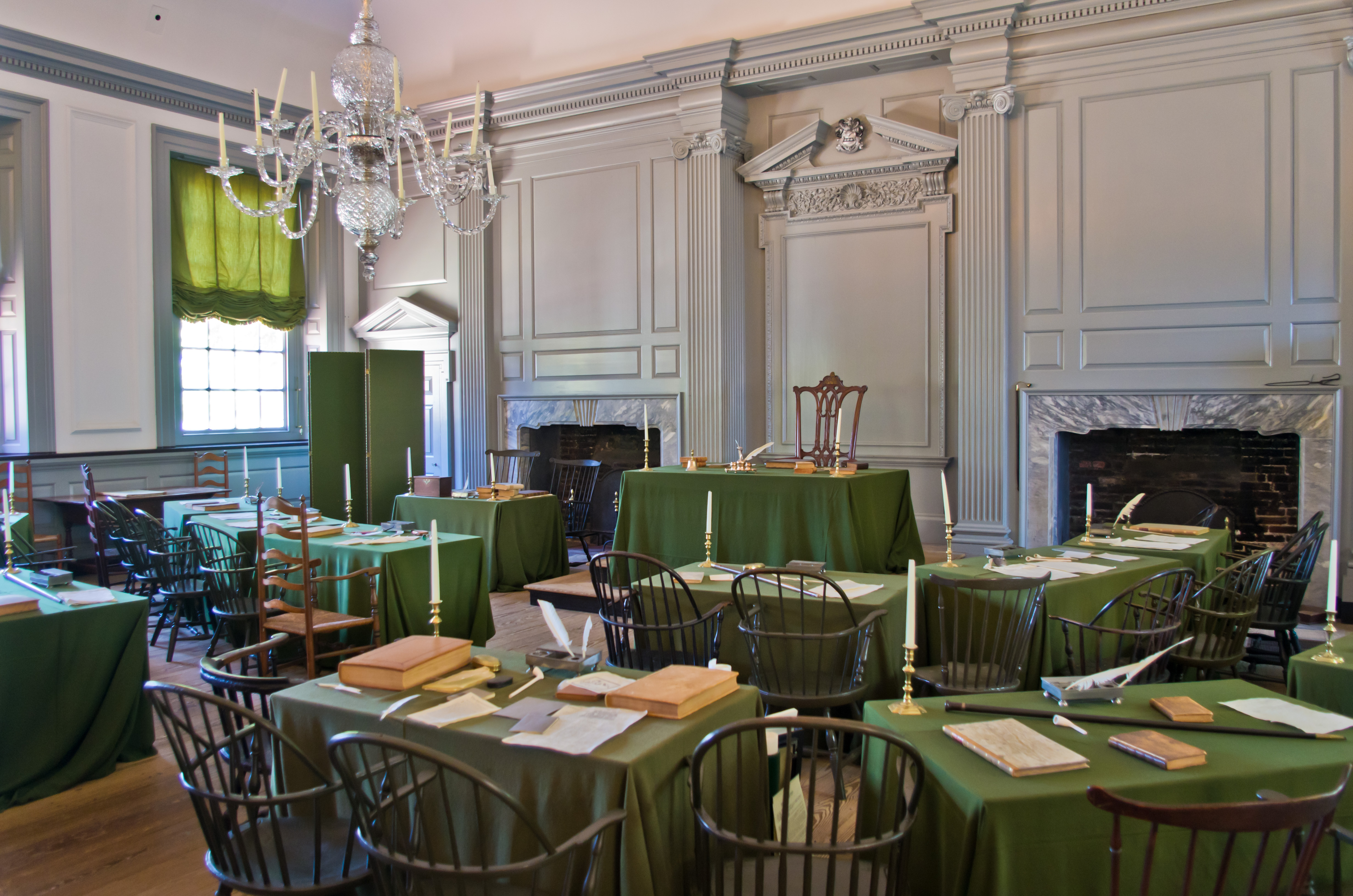
制宪会议基本是在独立厅（图）会议室举行

除前往马里兰州外，此次费城之行还是梅森首次离开弗吉尼亚州。约瑟芬·帕切科撰文指出，“弗吉尼亚州领导人认为（梅森）充满智慧、值得信赖，选他代表弗吉尼亚州自然不足为奇，不过他们肯定没想到他会接受”。布罗德沃特认为，梅森深知联邦国会需要扩大权力，而且认为可以用联邦国会来审查州议会的权力，所以愿意前往费城。弗吉尼亚州代表在等待其他州代表抵达期间每天开会，会议成果包括后来的弗吉尼亚方案。他们有时前往观光，有时还与宾夕法尼亚州代表团主席本傑明·富蘭克林同时。梅森抵达后不到一周就对各种社交活动邀约感到厌倦：“我开始厌烦城市里那么多的时尚礼节和废话”。
梅森希望中央政府能比《邦联条例》的授权更强大，但又不致威胁地方利益。他担心北方州数量较多，会在联邦占主导地位，施加损害弗吉尼亚州利益的限制，故希望把航海法案的通过要求从简单多数改成绝大多数议员赞成。他一如既往地努力维护弗吉尼亚州白人享有的自由，防范他和同胞在英国统治时期谴责的暴政。梅森寻求权力平衡，希望借此让政府更加持久。在历史学家布伦特·塔特看来：“梅森自行设计住所，以免窗户位置不当，或是缺少支撑破坏效果甚至导致屋顶坍塌，他尝试用同等思路设计政府机构，以防邪恶或毫无原则的人放弃任何自由保障”。
梅森会前希望大会让合众国更加强大。他对与会代表的素质非常满意，自认从政以来还很少遇到这种情况，希望大家集思广益、众志成诚，“联邦的一切希望都取决于这次大会”。他在寄给儿子的信中写道：“反叛大不列颠和当时组建新政府都远远不能与现在我们面对的伟大事业相比”。
梅森基本只认识弗吉尼亚州和马里兰州代表，但他名声在外。五月下旬已有足够数量的州派代表来到费城，随即在宾夕法尼亚州议会大楼（今美國獨立紀念館）召开闭门会议。代表一致推举华盛顿担任大会主席，带领大陆军赢得独立战争后，他无与伦比的个人声望有助大会合法化，但也促使他保持超然，不参与会议辩论。梅森无所顾忌，只有四到五名代表的发言频率能与他相比。梅森最后决定不在宪法上签名，据布罗德沃特记载，他在会议期间的辩论输赢参半。
梅森大会早期整体支持伦道夫5月29日提出的弗吉尼亚方案，其中规定下议院采取普选，议员根据各州提供的名单选派上议院成员。大部分与会代表认为《邦联条例》创立的政府过于软弱无能，伦道夫建议新联邦政府应当高于各州，梅森也认为联邦政府应该比各州权力更大。
弗吉尼亚方案规定联邦国会两院代表人数都与各州人口挂钩，人口小州对此不满。特拉华州代表事先接到指示，要求争取各州在国会的表决权均等，这种构想发展成新泽西州州长威廉·帕特森提出的新泽西方案。六月下旬，双边分歧渐趋显著，大会投票以微弱多数决定下议院按人口分配代表。康涅狄格州代表奥利弗·埃尔斯沃思此时提出动议，上议院各州代表权均等，但赞成和反对派势均力敌，未能通过。面对僵局，大会在7月2日组建大委员会，每州派一名代表加入寻找解决方案。梅森对立法机关地位的立场不像麦迪逊那般强硬，他和本杰明·富兰克林是大委员会最有名的代表。7月4日大会休会，委员会就在这天会晤并提出人称“伟大妥协”的康涅狄格妥协：众议院名额按人口分配，财政法案只能在该院提出；参议院各州代表数相同。梅森在委员会的贡献已不可考，估计财政法案只能源于众议院的条款是他提出，或是在他的支持下通过，他曾在《弗吉尼亚宪法》提出同样条款，大会复会后还为条款辩护。麦迪逊的笔记显示梅森敦促大会认可妥协案：
（大委员会的）报告无论多合理都可能招来异议，正如有些人津津乐道的那样，他（梅森）认为这（委员会报告）比各方站出来大声疾呼更加合理有效。没有任何大会代表抛下私人事务会像他那般不便，但他宁愿埋骨此地，也不希望国家承受大会就此解散、一事无成的后果。

### 异议之路
七月中旬，会议代表逐渐接受以康涅狄格妥协为基础的宪法框架，梅森对大会影响很大。北卡罗来纳州的威廉·布朗特对该州其他代表“与看起来已成领头羊的弗吉尼亚州一个鼻孔出气”不满，称“麦迪逊好像是他们的首脑，伦道夫和梅森也很不简单”。梅森提议参议员必须有财产，而且不能欠下合众国的债务，但未获通过。他还主张国会议员年龄下限是25岁，不然难免太不成熟，大会接受建议。梅森第一个提出国家首都不能设在州首府，以免地方立法机构对联邦政府影响太大。他投票反对以各州财富或税额分配代表份额的方案，支持定期重新选派众议员。
1787年8月6日，南卡罗来纳州代表约翰·拉特利奇执掌的细节委员会向大会递交暂定草案，伦道夫是委员会的弗吉尼亚州代表。梅森觉得可以接受草案供大会继续讨论，其中包含在他看来很重要的要求，如财政法案只能在众议院提出且参议院无权修改。不过，梅森认为参议院的权力太大，如订立条约、任命最高法院大法官、裁定各州领土争端。草案没有规定修订委员会事宜，梅森等人认为这属于重大缺陷。
八月，大会花费数周辩论国会权力。梅森以联邦法规管控州民兵、禁止国会征收出口税的提议获采纳，但也有在他看来至关重要的提案未获认可。例如大会决定至少1800年前（后来改到1808年）不禁止奴隶贸易，同时只需简单多数就能通过航海法案，此举可能迫使弗吉尼亚烟草出口商采用成本美国船只，不能再利用价格更便宜的外国船只来降低成本。大会放宽财政法案只能由众议院提出且参议院无权修改的要求，最后在持续数周的辩论后取消参议院修改限制。面对上述失利，梅森继续致力制订宪法，进入其他委员会探讨关税和港口事宜。
1787年8月31日，马萨诸塞州代表埃尔布里奇·格里和马里兰州代表路德·马丁发言反对宪法。格里提议推迟审议最终定稿，梅森附议，声称麦迪逊曾表示“宁可砍掉右手也不愿签署现在的宪法”。不过，梅森此时还不排斥签署宪法，自称最后决定前还想看看会议将如何解决部分事项、最后会有哪些问题尚待解决，到底是签署宪法还是另行召开制宪大会。宪法最终修订期间，梅森和格里当晚会晤讨论策略，吸引康涅狄格州和乔治亚州代表加入。
9月12日，格里提议设立委员会起草权利法案并纳入宪法，梅森附议，至此他对宪法的疑虑已经增强。康涅狄格州代表罗杰·谢尔曼指出各州的权利法案仍然有效，梅森回答：“合众国的法律效力超出州权利法案”。马萨诸塞州其他代表出于对格里的尊重弃权，弗吉尼亚州代表无意配合梅森，表决结果是没有任何州赞成，十个州反对，动议未通过。负责修饰最终定稿的格式委员会当天回报，梅森开始在手头副本列出异议。9月15日，大会还在审议草案各个条款，梅森、伦道夫和格里宣布不会签署宪法。
9月17日，除梅森等三人外，12个州的其他代表纷纷签署法案。文献送往《邦联条例》设在纽约的国会，梅森将之前撰写的异议发给国会议员理查德·亨利·李。

## 批准宪法之战
布罗德沃特指出，梅森为人独立而倔强，而且1787年时已经没有任何维护政治前程的顾虑，结合自定目标的困难程度就不难理解为何他离开费城时会站在绝大多数代表对立面。据麦迪逊记载，梅森认为制宪大会对他的提议敷衍了事，只想赶快完事儿走人，所以返回弗吉尼亚州时情绪颇为恶劣。为梅森立传的海伦·希尔·米勒也称，梅森返回冈斯顿庄园的路上发生事故，带着身心双重伤痛回到家。大会结束前，梅森的反对立场就已传到费尔法克斯县，但地方大部分人士倾向支持宪法。华盛顿发表声明敦促批准宪法，除此以外基本没有发声，知道他十有八九会当上首任总统。梅森把对宪法的异议告知华盛顿，但后者认为如果宪法得不到批准，国家将面临灾难。
各州召开大会讨论是否批准宪法，需要九个州批准才能生效。而且结合实际，如果纽约州或弗吉尼亚州这样的大州反对，新政府将难以运作。梅森继续在州众议院任职，议会1787年10月下旬决定在1788年6月召开宪法批准大会，约翰·马歇尔起草的文件称，弗吉尼亚州批准美国宪法大会可以“自由且充分讨论”。已经61岁的梅森在最后一次参加州众议院议程期间强烈反对批准宪法，但立场和年纪都导致他的影响不如从前。
1787年末到1788年初，多个小州批准宪法，期间大量宣传册及其他书面材料面世，对是否批准宪法各抒己见。支持方最突出的文献后来集结成《联邦党人文集》，是麦迪逊、亚历山大·汉密尔顿和约翰·杰伊创作；众多反方意见引述梅森的异议。梅森在费城开始撰写的《政府宪法异议》于1787年出版，但事先没有征得他许可。麦迪逊颇感不满，称反对理由已超出梅森在大会上声明的范围，布罗德沃特对此表示，《政府宪法异议》与梅森在会上意见的主要区别在于语气，《政府宪法异议》认为宪法及其中规定的联邦政府根本没用。不过，李和梅森都认为经过适当修改，宪法体现的治国精神依然极具价值。反对批准宪法势力广泛引述《政府宪法异议》，此时的传统是签署政治文件时使用笔名，这样辩论就不致受作者声誉的显著影响，所以梅森在《政府宪法异议》署本名之举引来非议。整体而言，《政府宪法异议》依然是最具影响的反联邦党文献，文首的“没有权利法案”很可能是该党最有效的口号。
弗吉尼亚人不相信华盛顿和富兰克林这样名声卓著的人会阴谋设立暴政体系，梅森面临众多抨击，纽黑文《公报》声称他独立战争期间没为国家贡献多少，与华盛顿对比鲜明。理查德·亨利·李所在的李氏家族长期同华盛顿家族关系紧张，奥利弗·埃尔斯沃思认为弗吉尼亚州的反对声浪都是李氏家族和“疯狂梅森”挑起。塔特撰文指出，梅森为人不知变通而且越来越咄咄逼人，导致他的行为在他人看来难以容忍，令制宪大会一开始就与他密切合作的麦迪逊深感惊讶和愤怒，华盛顿私下也在宪法批准争斗期间谴责梅森的行径。
大部分奴隶主是联邦党人，梅森在地方事务上又与亚历山德里亚多数人不合，这导致他难以当选弗吉尼亚州批准美国宪法大会的费尔法克斯县代表。根据里士满针对此次大会的选举法规，梅森可以竞争其他地区代表权。梅森在斯塔福德县竞选，向选民保证他无意拆散联邦，而是要求改革。他严辞反对未经修改的宪法，联邦党友人乔治·尼古拉斯认为梅森或许自认能引领弗吉尼亚州争取其他州让步，但持续不断的抨击令他非常难受。1788年3月10日，梅森在斯塔福德县民调结果排名第一，拿下代表席位，显然是唯一不在选区居住的大会代表。选民投票率很低，许多住在边远地区的居民没有报纸，对宪法基本一无所知。据信联邦党人的大会代表人数只占微弱优势，梅森满以为大会要到宪法经过修改后才可能批准。
会议在里士满开幕，伦道夫此时已放弃反对立场，这对梅森与帕特里克·亨利的协调计划很不利。梅森倡议大会逐项审议宪法，联邦党人对马上表决也感到没把握，所以乐于配合。会上的重量级联邦党人更多，马歇尔和麦迪逊都在，另据布罗德沃特所述，大部分代表选举前就已阐明观点，梅森的提议对结果影响甚微。亨利对联邦政府的反对立场比梅森更强烈，在反方辩论占主导地位。梅森在会上多次发言，他预测总统掌握特赦权可能导致腐败，还称联邦司法权会引发公民起诉他州的诉讼。后来当上美国首席大法官的约翰·马歇尔对梅森所提司法权顾虑淡化处理，但1793年奇泽姆诉乔治亚州案以事实证明梅森的预判，促使第十一条修正案通过。
部分代表起初没有表明立场，其中大部分来自弗吉尼亚州西部（今肯塔基州），联邦党人这时不占多数。伦道夫放弃反对立场和其他州批准宪法的消息对反联邦党极为不利。梅森带领反联邦党代表起草修正案，联邦党人公开支持修正案，只不过宪法支持者希望先批准费城会议的成果。
弗吉尼亚州西部部分代表宣布支持批准，但大会还是考虑通过决议，先批准权利法案再表决宪法。虽有梅森支持，但麦迪逊、亨利·李、马歇尔、尼古拉斯、伦道夫和布什罗德·华盛顿都反对，决议以88比80未通过。1788年6月25日，大会以89票造成，79票反对批准宪法，梅森便是反对票一员。接下来他在乔治·怀瑟为首的委员会工作，负责列出推荐的修正案，梅森的草案通过但有少量文本修改。他对大会结果愤愤不平，写出措辞强烈的书面意见，但在他人劝服下同意不予公布。

## 晚年
梅森返回冈斯顿庄园后投身家庭和地方事务，与政坛领导人积极保持通信往来。国会通过法案要求公职人员宣誓效忠宪法，梅森随即从费尔法克斯县法院辞职。1790年威廉·格雷森去世，弗吉尼亚州的联邦参议员席位出缺，但梅森谢绝邀请，自称即便没有其他顾虑，身体健康也不容许他出任公职。当选的詹姆斯·门罗支持梅森反联邦党立场，曾在1789年联邦众议员选举不敌麦迪逊。从书信来看，梅森对新联邦政府的敌意已经软化，告知门罗宪法“明智而正确地”规定参议院有权审批大使人选。梅森本不看好首届国会提出的宪法修正案，但他对后来人称《权利法案》的十条修正案“非常满意”，自称只要他对联邦法院和其他事务的担忧得到解决，“就会全心全意地投入新政府怀抱”。
华盛顿1789年当选首任美国总统，他对梅森坚持反对批准宪法的立场难以释怀，两人的友谊也因分歧告终。部分文献确认梅森曾于1788年11月2日在维农山庄吃饭，但彼得·亨里克斯指出，华盛顿的日记称呼宾客“乔治·梅森先生”，这与他在日记中一向称呼的“梅森上校”不符，所以当天到场用膳的很可能是“梅森上校”之子乔治·梅森五世。梅森始终高度评价华盛顿，后者虽未公开表明立场，但一度在信中表示与梅森“曾经是朋友”。在他看来，梅森“不愿放弃反对宪法的立场一方面是因为骄傲，另一方面是缺乏男子汉的坦率，我也不知道能否让他承认看法有误，哪怕他脑中的确想过”。拉特兰德认为，梅森和华盛顿很像，两人对异议和质疑他们动机的行为都不大看得开。
梅森认为亚历山德里拉商界在县法院占据主导有欠公平并长期斗争，但这种“不公”仅仅是因为他们住得离法院更近。1789年，梅森起草法案要求把法院迁至县中心，但直到他去世也未通过。1798年，议会通过法案，新法院1801年揭幕。
1792年夏，住在冈斯顿庄园的大部分家人和奴隶生病，有些发冷，有些发烧。梅森在大部分病人情况改善之际患上感冒。同年10月1日杰斐逊造访冈斯顿庄园，发现梅森在长时间的痛风折磨下需要拐杖走路，不过心智和记忆依然清晰。接下来梅森还患上其他疾病，估计包括肺炎。杰斐逊到访不过一周，乔治·梅森四世就于10月7日在冈斯顿庄园谢世，随后就在庄园下葬，墓地在他亲手搭建的房屋和波多马克河视线范围。
除地方报纸消息外，梅森的死基本默默无闻，杰斐逊哀叹“损失巨大”。门罗表示，梅森“革命期间的爱国美德将永远为本国公民牢记”。

## 对奴隶制的看法
梅森有许多奴隶，在费尔法克斯县仅次于华盛顿。他一生没有放任何奴隶自由，遗嘱也不例外，把奴隶全部分给子女。华盛顿没有子女，遗嘱规定名下奴隶在夫人去世后就能获得自由。杰斐逊曾释放少量奴隶，其中大部分是莎麗·海明斯的家人，包括他与海明斯的孩子。布罗德沃特对此认为，梅森“很可能自认别无选择，他不会让九个孩子的将来面临任何财务风险”；但彼得·华伦斯坦的文章指出，如有意愿，梅森完全可以在不损失子女未来利益的情况下释放部分奴隶。

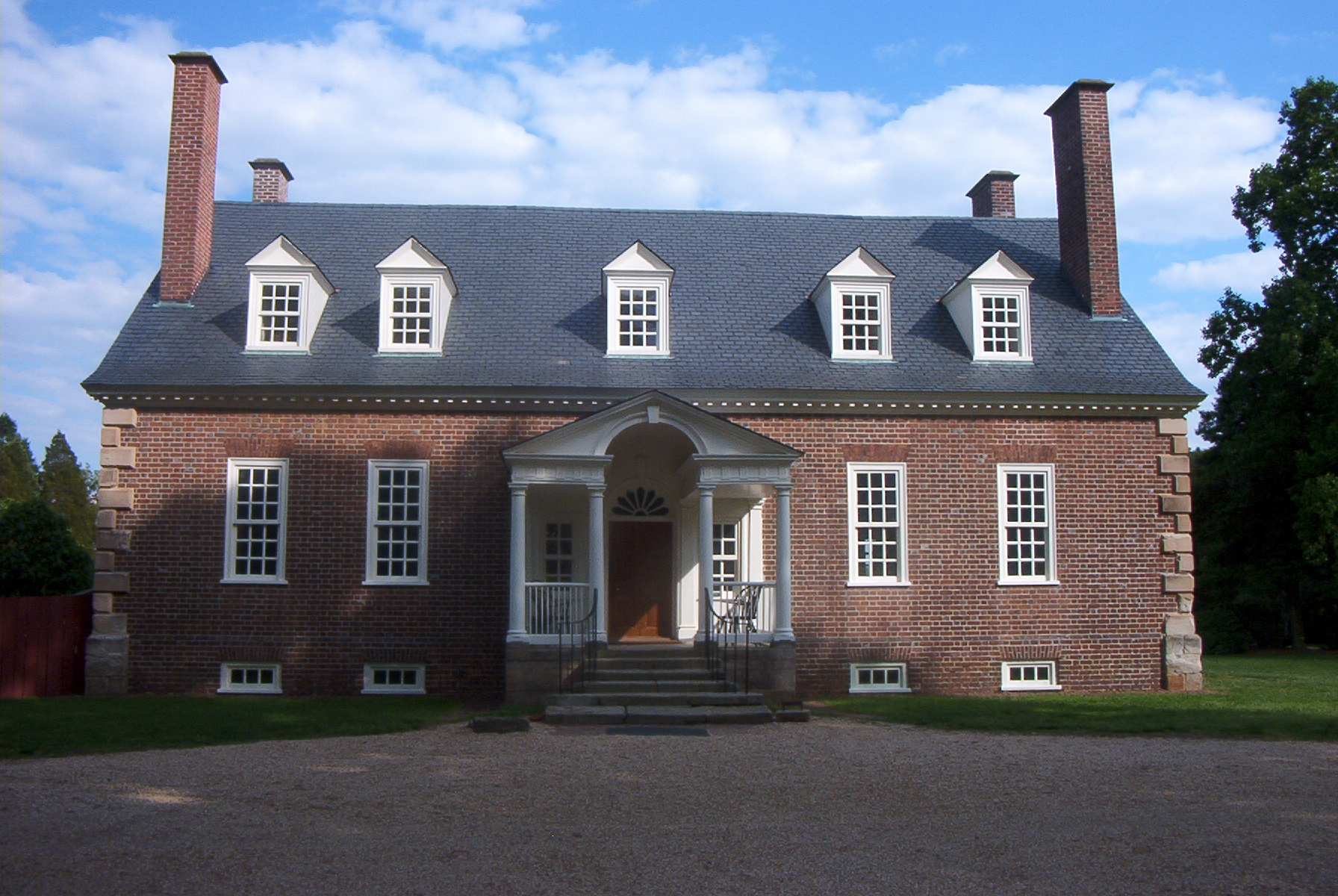
2006年5月冈斯顿庄园前景

学界对如何呈现梅森对奴隶制的观点难以达成一致，梅森的后辈凯特·梅森·罗兰德曾于1892年出版两卷梅森作记，书中认为传主不属现代意义上的废奴主义者，但布罗德沃特认为罗兰德是在“吉姆·克勞法鼎盛时期、而且站在同情南方的白人立场”完成创作。罗兰德还称，梅森反对奴隶贸易，对奴隶制感到遗憾，但主张在宪法中保护奴隶制。1919年，同为传主后辈的罗伯特·梅森出版先祖传记，断言梅森四世曾“同意释放自家奴隶，是已知首位废奴主义者”，他拒绝签署宪法的原因就包括“没有废除奴隶制或为逐渐消灭奴隶制打基础”。拉特兰德1961年的著作坚称，梅森去世前对费城会议期间新英格兰与深南部结盟颇为厌恶，双方讨价还价、完全断绝消除奴隶制的希望。1966年凯瑟琳·均克尔·鲍恩记叙1787年制宪大会的著作《费城奇迹》广为流传，书中认为梅森把奴隶视为公民，在名词“废除主义者”诞生前就热衷废除奴隶制。
帕梅拉·科普兰与理查德·麦克马斯特认为，梅森对奴隶制的看法与弗吉尼亚州同阶层人士大同小异：“梅森曾与奴隶劳工打交道，所以讨厌奴隶制；但他又对奴隶投入巨资，难以从自己鄙视的体制抽身”。华伦斯坦指出：“无论他偶尔会有什么言论，但要是只能选一个，乔治·梅森对奴隶制的支持超过反对，他是弗吉尼亚奴隶主而非奴隶的代表”。布罗德沃特表示：“梅森一直表示不赞成奴隶制，他1787年对奴隶制的抨击与1776年弗吉尼亚议会上的类似言论呼应，但实际行动上又是另一回事”。
据华伦斯坦所述，历史学家和许多作家都“难以对梅森及其历史背景形成清晰明确的认识，经常在误解和相互误导中迷失”。梅森无疑反对并且力图禁止非洲奴隶贸易，但这不应与他对奴隶制的观念混为一谈。弗吉尼亚州1778年禁止从国外进口奴隶，梅森当时是州众议员。他在1782返回冈斯顿庄园，州议会颁布立法允许释放年纪不大、足以自力更生（不超过45岁）的奴隶。但梅森又曾支持要求获得自由的奴隶在一年内离开弗吉尼亚州，否则拍卖处理的法案，最后未获通过。布罗德沃特断言，“梅森肯定像杰斐逊与无数白人一样认为白人和获得自由的黑人无法共处”。
支持批准宪法的乔治·尼古拉斯曾在里士满批准大会上指出，梅森反对奴隶贸易同时又想保护属于“财产”的奴隶，根本自相矛盾。梅森本人一度表示，奴隶“远不是理想的财产，但如果现在就剥夺，我们将陷入极其严重的困境”。

## 纪念

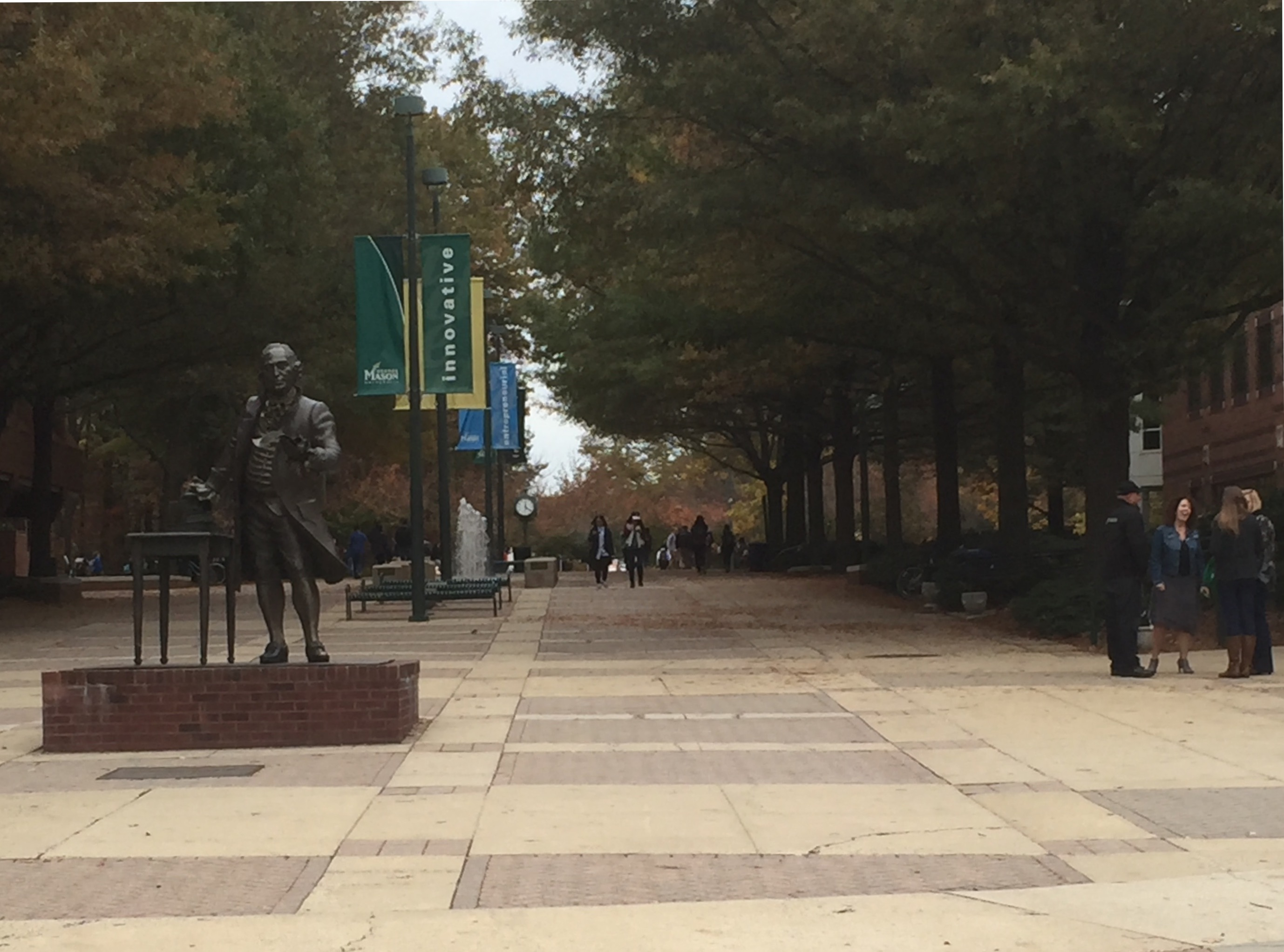
弗吉尼亚州费尔法克斯的喬治梅森大學和梅森像（左），摄于2015年

冈斯顿庄园最后的私人业主把庄园捐给弗吉尼亚州政府，如今是“致力研究乔治·梅森及其住宅和庄园，以及18世纪弗吉尼亚州人民生活”的所在。弗吉尼亚大学的乔治·梅森学院1959年成立，1972年更名喬治梅森大學，主校区在费尔法克斯市附近。温迪·罗斯创作的乔治·梅森像是校内重要地标，展示梅森拿出《弗吉尼亚权利法案》初稿。
连接北弗吉尼亚与哥伦比亚特区的第14街桥梁群包含乔治·梅森纪念大桥。哥伦比亚特区西波托馬克公園的乔治·梅森纪念堂也有罗斯创作的梅森像，2002年4月9日揭幕。
1981年，美國郵政署发行18美分的乔治·梅森美国伟人系列邮票。美国众议院大厅有23位伟大立法者的浮雕，梅森也在其中，位于议长座位右上，23人中只有他和杰斐逊是美国人。

## 影响和历史评价

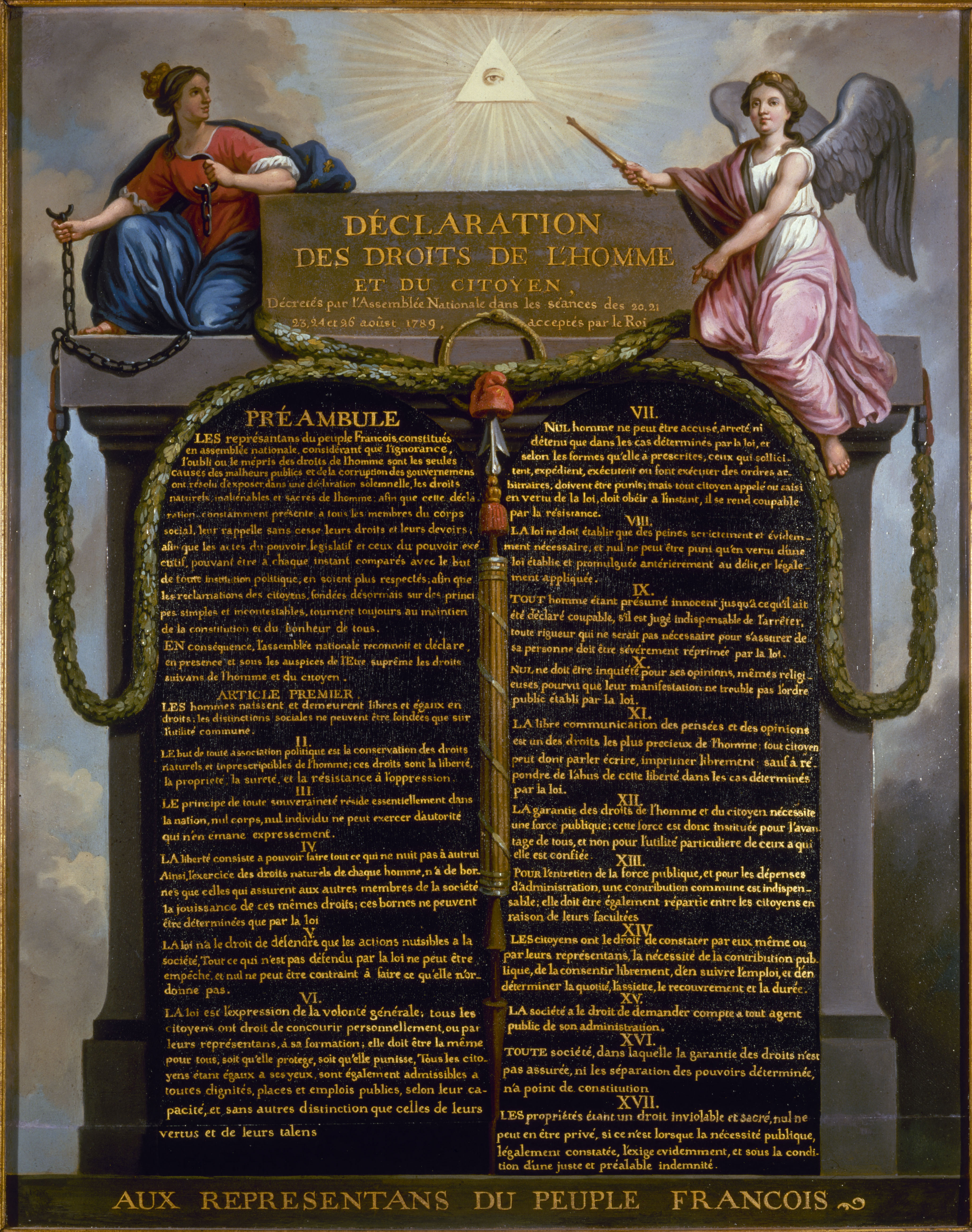
《人权和公民权宣言》主要是拉法耶特侯爵在杰斐逊的影响下创作，基础理念源自梅森

米勒指出，梅森主创的《弗吉尼亚宪法》“在人类历史上首次宣布政治权威源于人民授予……其中明确规定政府权力覆盖范围，同时在前言用大量篇幅列举公民的个人权利……保护这些权利是政府存在的主要原因”。如此构想对后世宪法影响深远，引来众多效仿。黛安·皮库纳斯在《美国权利法案》两百周年之际撰文，赞颂梅森“把权利法案当成个人的十字军东征”。塔特宣称梅森是“宪政秩序的拥护者和权利法案之父”。最高法院大法官桑德拉·戴·奧康納也有同样看法：“乔治·梅森对当今宪法学最大贡献就是对权利法案的影响”。
梅森从未离开美国，但他的理念超脱地域限制，飘洋过海抵达欧洲。法国大革命初期，拉法耶特侯爵在美国驻法大使杰斐逊影响下写出《人权和公民权宣言》。历史学家帕尔默指出：“法国（人权和公民权）宣言与1776年弗吉尼亚权利法案惊人地相似”。学者理查德·莫里斯也有同样看法，称两份文件“过于相似，已经不可能是巧合”：“弗吉尼亚州议员乔治·梅森完全可以指控抄袭”。
唐纳德·塞内斯1989年出版梅森主题论文集，书尾指出，梅森去世后一个世纪默默无闻的原因很多，他比费城会议大部分代表和新联邦政府声名鹊起的官员年长，宪法生效后不久去世，无意担任联邦公职，谢绝参议员席位。他没有像本杰明·富兰克林那样留下自传和大量文献，也不像华盛顿或约翰·亚当斯一般爱写日记。华盛顿留给后世的文献多达上百卷，梅森大部分文献毁于火灾，仅三卷留传后世。历史是胜利者书写，梅森政治生涯的最后两场斗争（费城和里士满）都以失败告终，所以沦为历史中的失败者。在支持批准宪法的麦迪逊笔下，梅森在制宪会议的演讲都黯然失色。据塞内斯所述，里士满的宪法批准大会过后，梅森仿佛“在故乡都得不到尊重的预言家”。
塔特指出，梅森对许多美国自由关键文件的贡献举足轻重，但后人对此长期缺乏了解，直到研究学者越来越多，他不再默默无闻时情况才有改善。拉特兰德认为，梅森对“公民个人权利的关注姗姗来迟”。米勒着眼梅森对《美国宪法》的异议，他“对航海法案和奴隶贸易的主张都以失败告终，双重失败影响他日后的态度”。华伦斯坦表示，梅林对弗吉尼亚州“个人和经济利益的重视超过权利法案”。
无论出于何等动机，事实都证明梅森对权利法案的倡导颇为有力，他起草的《政府宪法异议》有助达成目标。拉特兰德指出：“从《政府宪法异议》开头到两年后詹姆斯·麦迪逊递交国会的权利法案，两者间的联系是如此明显，我们完全可以视为梅森强迫麦迪逊所为。联邦党人支持宪法，但他们无法压倒梅森所指‘没有权利法案’引来的抗议。”奥康纳也称，“梅森在反对批准宪法的战斗中落败……（但）他的理念和政治实践对宪法学影响极大”。华伦斯坦指出，人们可以从梅森身上学到很多：
他是身名显赫的奴隶主和烟草种植园主，毅然投身革命，与西方世界主要知识分子齐头并进，是起草权利法案和1776年弗吉尼亚州宪法的核心。他出于个人理由反对批准1787年费城会议的结晶……两个世纪后，或许我们能够正视他的影响——我们走了多远，得到多少，他的影响到底是积极还是消极，我们又可能失去什么。无论如何，梅森都有许多值我们珍视、希望能够保留，而且随时可以庆祝的影响。

## 脚注
1. ↑  Copeland & MacMaster，第1頁.
2. ↑  Miller，第3頁.
3. 1 2  Pikcunas，第20頁.
4. ↑  Miller，第4頁.
5. ↑  Copeland & MacMaster，第54–55頁.
6. ↑  Miller，第3–7頁.
7. ↑  Miller，第11–12頁.
8. ↑  Broadwater，第1–3頁.
9. 1 2 3 4  Tarter 2000.
10. ↑  Copeland & MacMaster，第65頁.
11. 1 2  Copeland & MacMaster，第65–67頁.
12. ↑  Mahoney 1986.
13. ↑  Copeland & MacMaster，第84–85頁.
14. ↑  Encyclopedia Virginia.
15. ↑  Horrell，第33–34頁.
16. ↑  Horrell，第35, 52–53頁.
17. ↑  Horrell，第33–35頁.
18. ↑  Miller，第33–34頁.
19. ↑  Copeland & MacMaster，第93頁.
20. ↑  Broadwater，第4–5頁.
21. ↑  Copeland & MacMaster，第97–98頁.
22. ↑  Tompkins，第181–83頁.
23. ↑  Copeland & MacMaster，第106–107頁.
24. ↑  Copeland & MacMaster，第103–104頁.
25. ↑  Riely，第8頁.
26. ↑  Bailey，第409–413, 417頁.
27. ↑  Henriques，第185–89頁.
28. ↑  Copeland & MacMaster，第162–63頁.
29. ↑  Broadwater，第36–37頁.
30. ↑  Miller，第68–69頁.
31. ↑  Copeland & MacMaster，第108–109頁.
32. ↑  Broadwater，第18頁.
33. 1 2  Miller，第88–94頁.
34. ↑  Broadwater，第29–31頁.
35. ↑  Broadwater，第39頁.
36. ↑  Broadwater，第48–51頁.
37. ↑  Miller，第99–100頁.
38. ↑  Broadwater，第58頁.
39. ↑  Miller，第101–02頁.
40. ↑  Broadwater，第65頁.
41. ↑  Broadwater，第65–67頁.
42. ↑  Broadwater，第65–69頁.
43. ↑  Broadwater，第68頁.
44. ↑  Miller，第116–18頁.
45. ↑  Rutland 1980，第45–46頁.
46. ↑  Miller，第117–119頁.
47. ↑  Broadwater，第153頁.
48. ↑  Miller，第137頁.
49. ↑  Broadwater，第81–82頁.
50. ↑  Miller，第138頁.
51. ↑  Miller，第138–139頁.
52. ↑  Miller，第142頁.
53. ↑  Broadwater，第80–81頁.
54. 1 2  Broadwater，第80–83頁.
55. ↑  Miller，第148頁.
56. ↑  Rutland 1980，第68–70頁.
57. 1 2  Broadwater，第85–87頁.
58. ↑  Broadwater，第84–86頁.
59. ↑  Broadwater，第89–91頁.
60. ↑  Miller，第153頁.
61. ↑  Miller，第154頁.
62. ↑  Miller，第157–58頁.
63. ↑  Miller，第159–60頁.
64. ↑  Copeland & MacMaster，第191頁.
65. ↑  Broadwater，第96–99頁.
66. ↑  Broadwater，第99頁.
67. ↑  Riely，第16頁.
68. ↑  Copeland & MacMaster，第191–194頁.
69. ↑  Miller，第163頁.
70. ↑  Broadwater，第102–04頁.
71. ↑  Miller，第165–166頁.
72. 1 2  Broadwater，第108頁.
73. ↑  Broadwater，第102–104, 112頁.
74. ↑  Broadwater，第111頁.
75. ↑  Miller，第182–186頁.
76. ↑  Copeland & MacMaster，第210–211頁.
77. ↑  Copeland & MacMaster，第208–209頁.
78. ↑  Copeland & MacMaster，第217頁.
79. 1 2  Rutland 1980，第78頁.
80. ↑  Broadwater，第133–37頁.
81. ↑  Rutland 1980，第78–79頁.
82. ↑  Broadwater，第153–156頁.
83. ↑  Broadwater，第143–144頁.
84. ↑  Miller，第231–34頁.
85. ↑  Miller，第243頁.
86. ↑  Pacheco，第61–62頁.
87. ↑  Broadwater，第175–177頁.
88. ↑  Miller，第233–235頁.
89. ↑  Broadwater，第160–162頁.
90. ↑  Tarter，第286–88頁.
91. ↑  Rutland 1980，第82–84頁.
92. ↑  Pacheco，第63頁.
93. ↑  Broadwater，第162頁.
94. ↑  Broadwater，第162–165頁.
95. ↑  Broadwater，第166–168頁.
96. ↑  Pacheco，第64頁.
97. ↑  Miller，第245–247頁.
98. ↑  Broadwater，第173–176頁.
99. ↑  Miller，第247頁.
100. ↑  Miller，第248頁.
101. ↑  Broadwater，第169–170頁.
102. ↑  Broadwater，第179–190頁.
103. ↑  Broadwater，第181–84頁.
104. ↑  Broadwater，第187–194頁.
105. ↑  Miller，第261頁.
106. ↑  Miller，第161–162頁.
107. ↑  Miller，第262–63頁.
108. ↑  Miller，第162頁.
109. ↑  Miller，第163–64頁.
110. ↑  Miller，第165–66頁.
111. ↑  Broadwater，第158頁.
112. ↑  Broadwater，第208–210頁.
113. ↑  Miller，第269頁.
114. ↑  Miller，第269–270頁.
115. ↑  Henriques，第196頁.
116. 1 2  Broadwater，第208–212頁.
117. ↑  Broadwater，第217–218頁.
118. ↑  Rutland 1980，第93–94頁.
119. 1 2 3  Miller，第270–272頁.
120. ↑  Broadwater，第211–212頁.
121. ↑  Kukla，第57頁.
122. ↑  Broadwater，第212頁.
123. ↑  Broadwater，第224–227頁.
124. ↑  Rutland 1980，第95–98頁.
125. ↑  Broadwater，第229–232頁.
126. 1 2 3  Broadwater，第202–205頁.
127. 1 2 3  Grigsby 1890，第344–346頁.
128. ↑  Broadwater，第240–242頁.
129. 1 2  Broadwater，第242–244頁.
130. ↑  Henriques，第185頁.
131. ↑  Henriques，第196, 201頁.
132. ↑  Rutland 1980，第103頁.
133. ↑  10 miles square.
134. ↑  Miller，第322頁.
135. ↑  Rutland 1980，第107頁.
136. ↑  Broadwater，第249–251頁.
137. 1 2  Broadwater，第251頁.
138. ↑  Wallenstein，第234–237頁.
139. 1 2 3 4  Broadwater，第193–194頁.
140. 1 2 3  Wallenstein，第253頁.
141. ↑  Wallenstein，第230–231頁.
142. ↑  Horrell，第32頁.
143. ↑  Wallenstein，第247頁.
144. ↑  Wallenstein，第251頁.
145. ↑  Rutland 1980，第106–107頁.
146. ↑  Copeland & MacMaster，第162頁.
147. ↑  Wallenstein，第238頁.
148. ↑  Wallenstein，第236–238頁.
149. ↑  Wallenstein，第246–47頁.
150. ↑  Kaminski 1995，第59, 186頁.
151. ↑  Institutional Memory.
152. ↑  University Introduction.
153. ↑  Naming George Mason.
154. ↑  Virtual Tour.
155. ↑  Rehnquist 2001.
156. ↑  NPS-Memorial.
157. ↑  18c Stamp.
158. ↑  Relief Portrait.
159. ↑  Miller，第333頁.
160. ↑  Pikcunas，第15頁.
161. ↑  Tarter，第279頁.
162. ↑  O'Connor，第120頁.
163. ↑  Chester，第129–130頁.
164. ↑  Chester，第130–131頁.
165. ↑  Senese，第150–151頁.
166. ↑  Tarter，第282頁.
167. 1 2  Wallenstein，第242頁.
168. ↑  Miller，第254頁.
169. ↑  Rutland 1989，第78頁.
170. ↑  O'Connor，第119頁.
171. ↑  Wallenstein，第259頁.